# مارلا گیبس
مارلا گیبس (انگلیسی: Marla Gibbs؛ زادهٔ ۱۴ ژوئن ۱۹۳۱) یک هنرپیشه، خواننده-ترانه‌سرا، تهیه‌کننده، و آهنگساز اهل ایالات متحده آمریکا است. وی از سال ۱۹۷۳ میلادی تاکنون مشغول فعالیت بوده‌است.
او در فیلم گمشده و پیداشده، متخصص قلب و روح هالووین بازی کرده‌است.